# Chiesa di Santa Maria in Castello (Vecchiano)
La chiesa di Santa Maria in Castello si trova a Vecchiano. 
Posta in un luogo ameno e suggestivo, la chiesa risulta esistente fin dal 1136, compresa nell'antico castello di Vecchiano citato già nel 1120 nei documenti della cattedrale pisana. Annoverata nel 1276 tra le chiese suffraganee della pieve di San Marco e Santo Stefano di Rigoli, successivamente risulta dipendente dal patronato delle più importanti famiglie pisane (Gaetani, Lanfranchi, Orlandi, della Seta, Agostini).
La chiesa, divenuta santuario durante il Giubileo del 2000, ha l'uso liturgico riservato al pievano di Vecchiano. Delle strutture originali, poste sul poggio del castello, restano a vista, all'esterno del moderno santuario, solo parte del lato nord e la testata del fianco ovest. L'interno è ad unica aula. Salendo i quattro scalini del giardino antistante il portone d'ingresso si nota alla sinistra dell'ingresso, una targa dove c'è scritto che la Madonna dalla scalinata della chiesa guarì la città di Livorno (che si vede all'orizzonte) dalla peste.